# 八宝山站
八宝山站是一个位于中国北京市石景山区八宝山街道、老山街道交界石景山路、上庄大街、鲁谷东街交叉口，属于北京地铁1号线的地铁车站。1971年11月7日，北京地下铁道一期工程运营区段由玉泉路站延长到古城路站（古城站）时开通。此站临近八宝山革命公墓和老山城市休闲公园。

## 位置
八宝山站位于石景山路（东西向）与上庄大街–鲁谷东街（南北向）交汇处。

## 结构
| 地面层 站厅层   | 站厅                                   | A-D出入口、票务服务、自动售票机、一卡通充值 |
| 地下一层 站厅层 | 站厅                                   | 端头厅                                      |
| 地下二层 站台层 |                                        | 1号线往古城（终点站）                       |
| 地下二层 站台层 | 岛式站台，左侧開門                     |                                             |
| 地下二层 站台层 | 1号线往环球度假区（八通线） （玉泉路） |                                             |

- 站厅（2013年11月摄）
- 西站厅（2021年5月摄）
- 八宝山站站台（往八角游乐园站方向）在2016年之前尚未加装半高式屏蔽门
- 八宝山站站台（往玉泉路站方向）站台加装半高式屏蔽门，2017年投入使用。

## 出口

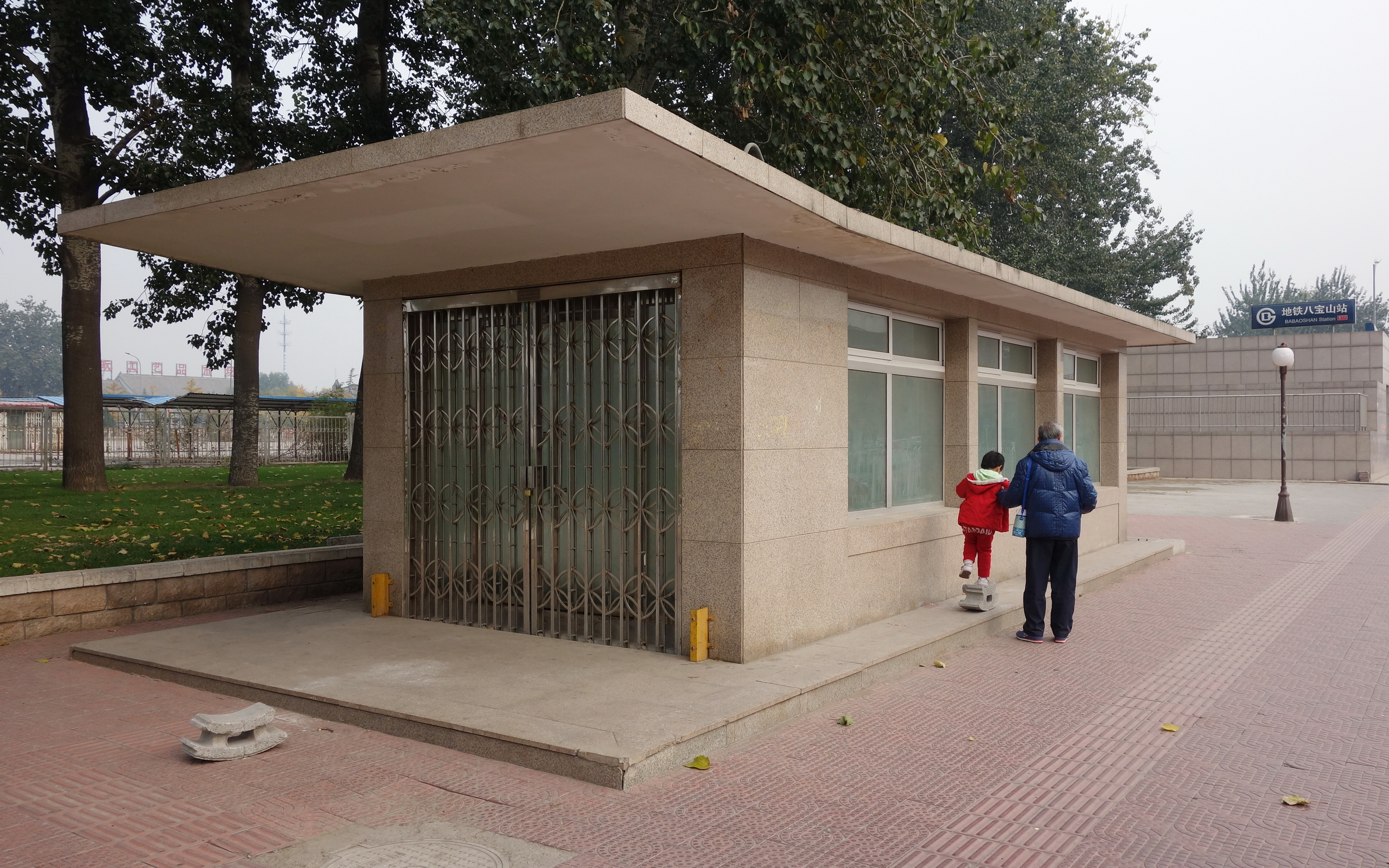
停止使用的原有出入口

这个地铁站原来一共有8个出口，分别是A1、A2、B1、B2、C1、C2、D1和D2。
2007年为安装进站自动检票闸机，因地下已没有可进行改造的空间，进行地面站厅改造扩建，以位于石景山路与上庄大街–鲁谷东街交叉路口四角的西北 (A)、东北 (B)、东南 (C)、西南 (D) 出入口，替代原有的出入口。
|                           |          |                                                            |      |            |
| 出口編號                  | 指示     | 可前往目的地                                               | 图片 | 无障碍设施 |
| 出口 · A                  | 石景山路 | 老山城市休闲公园                                           |      | 不適用     |
| 出口 · B                  | 石景山路 | 北京市八宝山革命公墓                                       |      | 不適用     |
| 出口 · C                  | 石景山路 | 北京国际雕塑公园                                           |      | 不適用     |
| 出口 · D · 轮椅升降台标志 | 石景山路 | 北京市人民检察院、北京市第一中级人民法院、中国国际广播电台 |      |            |
| 註： 設有輪椅升降台       |          |                                                            |      |            |

由于清明节祭扫高峰日客流较大，八宝山站的出入口会视情况采取单进单出的方式，避免客流交叉。

## 外部連結
- 八宝山站（页面存档备份，存于）－北京市地铁运营有限公司官方网站